# Iasion
Iasion (altgriechisch Ἰασίων Iasíōn, auch Ἰάσιος Iásios) ist in der griechischen Mythologie ein Sohn des Zeus und der Plejade Elektra. Nach Hyginus, der sich auf Hermippos beruft, war er der Sohn eines Sterblichen namens Thuscus. Seine Geschwister heißen Harmonia und Dardanos.
In den Jüngling Iasion hatte sich Demeter auf der Hochzeit des Kadmos mit der Harmonia verliebt und sich ihm in den Furchen eines dreimal gepflügten Ackers hingegeben. Die Frucht dieser Vereinigung ist Plutos, die Personifikation des Reichtums. Nach anderen Quellen entsprang der Verbindung mit Demeter auch noch (Plutos’ Zwillingsbruder?) Philomelos, der Erfinder des Pflugs, der im Sternbild Bootes verewigt wurde. Iasion wurde sofort nach dieser Tat von Zeus mit einem Blitz erschlagen. Demgegenüber erwähnt Diodor noch einen weiteren Sohn mit Demeter namens Korybas.